# ジョン・オドム
ジョン・オドム（John C. Odom, 1982年1月6日 - 2008年11月5日）は、アメリカ合衆国出身のプロ野球選手（投手）。
バット10本との交換トレードに出されたことがあり、このことから彼は「バットマン」、「バットガイ」、「バットボーイ」などと呼ばれていた。

## 経歴
2003年にサンフランシスコ・ジャイアンツからドラフト44順目で指名された。その後の2004年のシーズンはサンフランスコ・ジャイアンツ系列のセーラムカイザー・ヴォルケーノズでプレーし、2005年にはオーガスタ・グリーンジャケッツへと移籍した。しかし2005年のシーズンは右肘の怪我のために同年6月トミー・ジョン手術を受け、シーズンのほとんどでプレーすることができなかった。2006年には再びセーラムカイザー・ヴォルケーノズへと復帰した。
2007年のシーズンには左肩の脱臼のためプレーすることができなかった。サンフランシスコ・ジャイアンツは2008年のスプリングトレーニング中に彼を放出した。その後5月にはゴールデンベースボールリーグのカルガリー・ヴァイパーズと契約を結んだが、1999年の未成年の際に起こした加重暴行の前科が見つかったことからカナダへの入国を断られた。
そこでヴァイパーズはテキサス州のラレド・ブロンコスとの選手同士のトレードを持ちかけたが断られ、ブロンコスは彼と1,000ドルの現金でのトレードを提案したがこれにヴァイパーズは現金取引がチームの財政が不安定に見えるのを恐れ断った。その後、5月20日には彼と合計665ドル相当のプレーリー産のカエデで作られたバット10本とのトレードの契約が結ばれた。そのため移籍したラレド・ブロンコスでは彼は“バットマン”と呼ばれ、マウンドに上がった際にはバットマンのテーマが流された。6月5日のテキサス州アマリロで行われた試合でのヤジはひどく、敵チームのファンからはおろか、審判からも野次が飛ばされた。5日後の6月10日、遠征先だったテキサス州のサンアンジェロで彼はチームを去ることに決めた。
音信不通になっていた2008年11月5日、ヘロイン、メタンフェタミン、アルコールなどの多量摂取により死亡しているのが発見されていたことを2009年3月3日にAP通信が伝えた。26歳没。
彼のタトゥーには"Poena Par Sapientia"（痛みは知恵に等しい）との言葉が刻まれており、検死官はパソコンを使ったGoogle検索で野球選手時代の経歴を知った。オドムが所属していた際のブロンコス監督のダン・シュワムは後になって振り返って、トレードに対するファンやマスコミの反応がドラッグや酒への道へと追いやったのかもしれないと語っている。
ヴァイパーズがトレードで手に入れた10本のバットは使われておらず、チームは慈善事業のためにこれらをオークションにかける予定でいる。リプリーズ・ビリーブ・イット・オア・ノット!はこれに対して10,000ドルでの申し出を提示している。